# Peter Wang
Peter Wang (en chino, 王孟杰; pinyin, Wáng Mèngjié; 9 de noviembre de 2002 – 14 de febrero de 2018) fue un cadete del American Junior Reserve Officers' Training Corps (JROTC) y estudiante de secundaria asesinado durante el tiroteo en la escuela Stoneman Douglas.
Wang nació en Brooklyn y fue criado en el Condado de Broward, Florida, era estudiante de primer año en el momento de su muerte. Durante el tiroteo, ayudó a los estudiantes a escapar de los disparos sosteniendo la puerta de salida abierta y empujando fuera a las víctimas. Por sus acciones recibió póstumamente la Medalla de Heroísmo ROTC  y fue admitido en West Point—un muy raro acto que la ley concede a los posibles candidatos cuyas acciones ejemplifican los principios promovidos por la academia.

## Biografía
Wang nació el 9 de noviembre de 2002 en Brooklyn, Ciudad de Nueva York. Tuvo dos hermanos menores. Fue criado en el Condado de Broward, Florida, y asistió a Pentab Academia de pre-kinder a segundo grado, en una academia privada en Miami Gardens. la familia Wang fue propietaria de un restaurante Chino frente a su antigua escuela privada. Wang asistió a la Escuela Primaria Westchester y a Sawgrass Springs Middle School, ambas Escuelas Públicas del Condado de Broward, para su educación secundaria. comenzó su primer año en la Marjory Stoneman Douglas High School en el año 2017, y fue un activo cadete para el Junior Reserve Officers' Training Corps (JROTC). Varios otros estudiantes que asistieron a Marjory Stoneman Douglas High School eran también miembros de la JROTC. Wang murió en medio del tiroteo de 2018. él estaba planeando asistir a La Academia Militar de Estados Unidos y  contribuir "al servicio de nuestro país", dijo su vecino Jesse Pan. Wang hablaba Inglés y Chino. Peter también era un ávido seguidor del anime, y tenía tarjetas de jugado de Yu-Gi-Oh! r,[cita requerida] según contó su amigo Gabriel Ammirata. Le gustaba ver anime, algunos de sus favoritos incluían Dragon Ball Z y Naruto.

## Muerte y funeral
El 14 de febrero de 2018, Nicolás Cruz, de 19 años, exalumno de la Escuela secundaria Marjory Stoneman Douglas , comenzó a disparar en el campus después de encender la alarma de incendios. Wang estaba en la sala de estudio de la escuela cuando esta entró en código rojo de bloqueo. Mientras llevaba su uniforme del Junior Reserve Officers' Training Corps, se reportó que él sostuvo la puerta abierta para que estudiantes y profesores escaparan del edificio, mientras que se oían los disparos. Él fue herido de muerte y llevado de urgencia a un hospital local. Su familia pensó que él estaba perdido hasta que fueron informados de que había muerto en el tiroteo. Wang murió a la edad de 15 años. Su funeral tuvo lugar  el 20 de febrero en Coral Springs.

## Legado
Después de su muerte, muchos de sus amigos, familiares y profesores han hablado sobre él, las personas le describen como un héroe a raíz de sus acciones durante el tiroteo del Instituto Douglas. Ernie Rospierski, un profesor de historia en Marjory Stoneman Douglas Instituto, dijo que:

"...yo personalmente he sido testigo de uno de mis niños, su nombre es Peter Wang, sosteniendo la puerta y empujando a los niños para que salieran mientras las balas venían hacia él. No sé cuantos adultos podrían haber hecho eso, solo tenia catorce años."

Una petición en We the People al sitio oficial de la casa blanca, whitehouse.gov, fue creada para pedir a las Fuerzas Armadas de Estados Unidos que Wang fuese enterrado con honores militares por su papel al mantener la puerta abierta para los estudiantes y profesores durante el tiroteo. "Sus abnegadas y heroicas acciones han llevado a la supervivencia de decenas en la zona. Wang murió como un héroe, y merece ser tratado como tal, y se merece todos los honores militares en su entierro," se lee en la petición. La petición recibió más de 100.000 firmas, lo suficiente como para recibir una respuesta de la Casa Blanca, aunque no está claro si la petición reciba una respuesta,
ya que el Triunfo de la administración no se ha respondido a ninguna de las peticiones en el sitio desde que el Presidente Donald Trump ha estado en el cargo. Varios de los mejores puestos en /r/militar, un militar de mensajes en Reddit, contenía información sobre el funeral para los miembros del servicio y veteranos, y un programa de donación fue organizado por los miembros del servicio que será enviado a su familia.

## Premios y reconocimientos

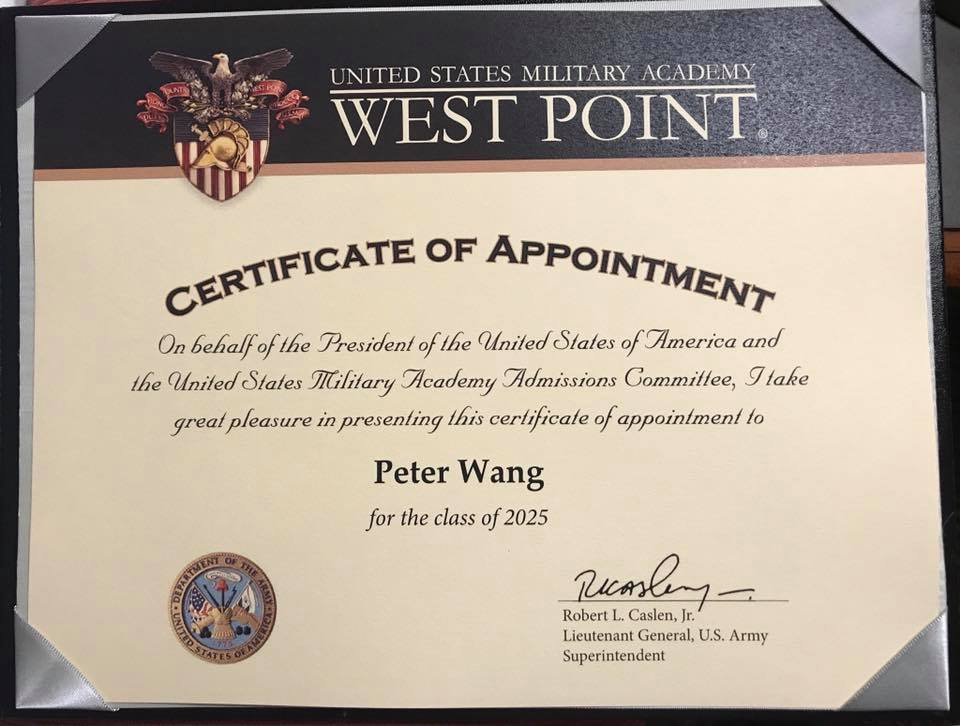
La Academia Militar de los Estados Unidos póstumamente otorgó a Wang un certificado y lo aceptó en la academia como parte de la clase 2025.

Wang fue formalmente reconocido por sus acciones durante el tiroteo en varias maneras. A nivel federal le fue otorgado la Medalla para Heroicidad ROTC del Ejército de EE.UU.. también fue póstumamente admitido en la Academia Militar como parte de la clase 2025, un "acto muy raro". Además, el estado de Florida honró a Wang ordenando asistir a la Guardia Nacional de Florida a su funeral. En consideración a su decisión de admitir póstumamente a Wang, la academia Militar declaró que, " fue una manera apropiada  para la USMA de honrar a este joven y valiente hombre."